# Eulen (Roman)
Eulen (Originaltitel: Hoot) ist ein Jugendroman von Carl Hiaasen, erstmals veröffentlicht im Jahr 2002. Es handelt sich um einen Umwelt-Krimi. Die deutsche Übersetzung stammt von Birgitt Kollmann und wurde erstmals 2003 im Verlag Beltz & Gelberg, Weinheim, Basel und Berlin, veröffentlicht.

## Handlung
Der Jugendliche Roy Eberhardt zieht mit seinen Eltern von Montana in die Kleinstadt Coconut Cove in Florida. Da sein Vater beim Justizministerium arbeitet, hat er bereits eine Reihe von Umzügen hinter sich. Roy vermisst die Berge und den Schnee Montanas und tut sich schwer dabei, sich an das flache Land und die Hitze seiner neuen Heimat zu gewöhnen.
Außerdem wird er in der Schule und im Schulbus von dem größeren und stärkeren Dana Matherson tyrannisiert. Weiterhin stößt er mit der sportlichen Beatrice Leep zusammen, die ihn deswegen drangsaliert.
Die Handlung beginnt, als Roy im Bus einen Jungen sieht, der barfuß neben dem Schulbus herläuft, ohne ihn zu betreten. Von Garrett, mit dem er sich anfreundet, erfährt er, dass der Junge eigentlich auf dieselbe Schule gehen müsste, er bleibt jedoch verschollen. Als Roy den Jungen das nächste Mal sieht, springt er, neugierig geworden, aus dem Bus und folgt ihm. Als er ihn erwischt, stellt sich heraus, dass der Junge im Wald lebt und Schlangen besitzt. Er verjagt Roy und schärft ihm ein, ihn in Ruhe zu lassen. Als Roy später wiederkommt, um ihm ein paar Schuhe zu schenken, ist der Unbekannte schon weg. Allerdings stellt sich heraus, dass es sich bei ihm um Beatrices Stiefbruder handelt, der von zuhause, einer dysfunktionalen Familie mit einer Mutter, die ihn in Heime steckt, wegläuft.
Parallel dazu werden die Bemühungen einer Restaurantkette namens Mama Paula geschildert, die auf einem Grundstück eine ihrer Filialen errichten will. Die Arbeiten werden jedoch immer wieder Opfer von Vandalismus, durch den der Baubeginn stets hinausgezögert wird. Vermessungspfosten werden herausgerissen, Krokodile in das Klo gelegt und ein Polizeiwagen mit Farbe bemalt. In dem Polizisten Officer Delinko, der das Grundstück bewachen sollte, dabei einschlief und deshalb degradiert wurde, erwacht ein persönliches Interesse, das Rätsel zu lösen. Obwohl er und der vertrottelte Überwachungsingenieur (der Wachmann) sich auf die Lauer legen, gelingt es immer wieder, die nahende Grundsteinlegung des Restaurants, die öffentlich gefeiert werden soll, zu gefährden. Unter anderem tauchen plötzlich Wassermokassins, eine gefährliche Schlangenart, auf dem Grundstück auf und verjagen die als Wachhunde angeschafften Rottweiler.
Roy selber, der in einem Gerangel Dana verletzte, sieht sich der Rache des Raufboldes ausgesetzt und wird zugleich in die Aktionen von Beatrices Bruder „Fischfinger“ hineingezogen, der den Bau von Mama Paula verhindern will. Er ist für die Zerstörungen auf dem Grundstück verantwortlich, verfolgt aber ehrenwerte Zwecke: Dort leben Kanincheneulen, die ihre Jungen aufziehen und deren Lebensraum durch die Arbeit der Bulldozer zerstört würde. Roy findet heraus, dass die Vögel unter die Umweltschutzbestimmungen des Staates Florida fallen und eine Baugenehmigung seitens Mama Paula erforderlich wäre. Diese liegt aber nicht vor.
Am Tag der Grundsteinlegung, an dem ein hochrangiger Mitarbeiter von Mama Paula, Honoratioren und die Presse der Stadt sowie die Schauspielerin der Namensgeberin, Kimberly Lou Dixon, erscheinen, mobilisieren Roy und Beatrice die Mitschüler für eine Demonstration. Es kommt zu einer Konfrontation des Mitarbeiters Chuck Muckle mit den Schülern. Als die Situation eskaliert und Kimberly Dixon sich den Demonstranten anschließt, sieht die Firma von den weiteren Bauarbeiten ab und versetzt Muckle.
Versuche, „Fischfinger“, der in Wahrheit Napoleon Bridger Leep heißt, wieder in seine Familie zu integrieren, scheitern und er flieht, ohne jemals wieder aufzutauchen. Dana Matherson hingegen landet in der Erziehungsanstalt. Roy hat sich allmählich mit seiner neuen Heimat angefreundet und findet neue Freunde.

## Auszeichnungen
Der Roman gehörte 2002 zu den Agatha-Children-Nominees, war 2003 unter den Nominierten für die Newbery Medal und wurde 2005 Dritter beim Young Readers Choice Award.

## Verfilmung
2006 entstand unter der Regie von Will Shriner, der auch das Drehbuch verfasste, eine Filmfassung. In den Hauptrollen sind Logan Lerman, Brie Larson und Cody Linley zu sehen, in Nebenrollen Luke Wilson, Tim Blake Nelson, Neil Flynn, Robert Wagner, Jimmy Buffett und Robert Donner.
Der Film hatte in den USA am 5. Mai 2006 Kinopremiere und erschien in Deutschland am 3. November des Jahres auf DVD und im Kino. Das im letzten Absatz beschriebene Ende wurde nicht mit in den Film aufgenommen.

## Hörspiel
2009 erschien eine von der Verlagsgruppe Beltz autorisierte Hörspielfassung mit Musik, produziert vom freien Hörspiellabel blubb. In sämtlichen Rollen sind Tom Raczko, Katrin Berger und Sebastian Langer zu hören.
Unter dem Titel EULEN Live – Die Mitleidstour wurde das Hörspiel 2014 in einer bearbeiteten und um neue Lieder ergänzten Fassung als Live-Show aufgeführt. 2016 veröffentlichte blubb. eine Live-Aufzeichnung des Hörspiels, die in einem Naturschutzgebiet entstand, auf YouTube.